# Max Reinwald
Max Reinwald (1er septembre 1903 à Hagelstadt — 8 juin 1969 à Ratisbonne) est un Generalmajor der Reserve allemand de la Heer (armée de Terre) dans la Wehrmacht pendant la Seconde Guerre mondiale.
Il a été récipiendaire de la croix de chevalier de la Croix de fer avec feuilles de chêne. La croix de chevalier de la croix de fer et son grade supérieur les feuilles de chêne sont attribués pour récompenser un acte d'une extrême bravoure sur le champ de bataille ou un commandement militaire avec succès.

## Décorations
- Croix de fer (1939)
  - 2e classe (24 octobre 1939)
  - 1re classe (14 juin 1940)
- Insigne des blessés (1939)
  - en noir
  - en argent
- Insigne de combat d'infanterie
- Insigne de combat rapproché
  - en bronze
- Médaille du front de l'Est
- Croix allemande en or (19 décembre 1941)
- Croix de chevalier de la croix de fer avec feuilles de chêne
  - Croix de chevalier le 29 février 1944 en tant que Oberstleutnant der Reserve et commandant du Grenadier-Regiment 19[1]
  - 702e feuilles de chêne le 18 janvier 1945 en tant que Oberst der Reserve et commandant du Grenadier-Regiment 19[2]
- Mentionné dans le bulletin radiophonique Wehrmachtbericht (19 janvier 1944)